# Kabinga Pande
Kabinga Jacus Pande (ur. 1952) – zambijski polityk, minister spraw zagranicznych Zambii od 22 sierpnia 2007 do 2011.
Wcześniej, od marca do sierpnia 2005 Kabinga Pande zajmował stanowisko ministra nauki i techniki w gabinecie prezydenta Leviego Mwanawasy. Następnie od 3 sierpnia 2005 do 22 sierpnia 2007 sprawował funkcję ministra turystyki i środowiska.